# Linda Yamamoto
Linda Yamamoto (山本リンダ, Yamamoto Rinda) (née en 1951) est une chanteuse et actrice japonaise.

## Biographie
Elle est née le 4 mars 1951 à Kitakyushu d'une mère japonaise et d'un père américain, soldat mort durant la guerre de Corée quand elle avait deux ans. Elle commence une carrière de mannequin à onze ans, puis une carrière parallèle de chanteuse à seize ans avec le tube Komacchauna en 1966. Elle sortira une cinquantaine de singles (majoritairement dans les années 60-70), une douzaine d'albums originaux (à partir des années 1990), et de nombreuses compilations. Elle joue également dans quelques séries télévisées entre 1967 et 1993, interprétant notamment le rôle récurrent de Mari dans la série Kamen Rider originale en 1971. Elle ne joue pas au cinéma, mais fait une courte apparition comme mannequin dans le film Hana to Kajitsu en 1967, et double en 1974 le personnage de la princesse dans le film anime Jack to Mame no Ki (en) adapté du conte Jack et le Haricot magique.

## Discographie

### Singles
- 20 septembre 1966 : Komacchauna (こまっちゃうナ?)
- 25 novembre 1966 : Yumemiru Watashi (夢見るわたし?)
- 1er mars 1967 : Namida ga Tomaranai (涙がとまらない?)
- 1er mars 1967 : Sekai no Kuni kara Konnichiwa (世界の国からこんにちは?)
- 10 juillet 1967 : Minis Dating (ミニミニデート?)
- 10 octobre 1967 : Santa ga Machi ni Yattekuru (サンタが町にやってくる?)
- 1er octobre 1967 : Boyfriend (ボーイフレンド?)
- 10 mars 1968 : Kaera na Kucha (帰らなくちゃ?)
- 10 juin 1968 : Hakuchō no Mizūmi (白鳥の湖?)
- 20 juin 1968 : Furi Furi 5 (フリ・フリ5?)
- 10 août 1968 : Akarui Wagaya (明るいわが家?)
- 10 octobre 1968 : Suna ni Umeta Namida (砂に埋めた涙?)
- 10 février 1969 : Chitty Chitty Bang Bang (チキチキバンバン?)
- 1er juin 1969 : Koi no Bang Bang (恋のバンバン?)
- 1er septembre 1969 : Chotto dake (ちょっとだけ?)
- 1er mars 1970 : Tonbo no Megane (トンボのメガネ?)
- 1er septembre 1970 : Namida wa Akaku (涙は紅く?) -
- 1er février 1971 : Mizuninagasu wa (水に流すわ?) -
- 25 octobre 1971 : Shiroi Machi ni Hana ga (白い街に花が?) -
- 5 juin 1972 : Dō ni mo Tomaranai (どうにもとまらない?)
- 5 septembre 1972 : Kuruwasetai no (狂わせたいの?)
- 25 novembre 1972 : Jin jin Sasete (じんじんさせて?)
- 25 février 1973 : Nerai Uchi (狙いうち?)
- 10 juin 1973 : Moetsuki-sō (燃えつきそう?)
- 25 août 1973 : Giragira moete (ぎらぎら燃えて?)
- ? (きりきり舞い?) - 10/12/1973
- ? (真赤な鞄?) - 10/04/1974
- ? (奇跡の歌?) - 10/07/1974
- ? (闇夜にドッキリ?) - 25/08/1974
- ? (恋は熱烈?) - 10/02/1975
- ? (ウブウブ?) - 25/06/1975
- ? (やけどしそう?) - 25/10/1975
- ? (私の恋人、たいやきくん!?) - 10/02/1976
- ? (太陽の落し子?) - 25/06/1976
- ? (限りなく透明に近いダンス?) - 25/11/1976
- ? (失恋蝙蝠男?) - 25/06/1977
- ? (港のソウル?) - 25/02/1978
- ? (エレガンス?) - 21/09/1978
- ? (写楽?) - 21/10/1980
- ? (ゆれてムーン・ライト?) - 21/11/1981
- ? (フラッシュダンス?) - 21/08/1983
- ? (酒場で?) - 21/11/1984
- ? (エルソル〜太陽の唄〜?) - 21/09/1991
- ? (恋は呪文よ! アブラカタブラ?) - 21/06/1992
- ? (終わりのないラブ・ソング?) - 1996
- ? (夢はどこへいった?) - 1997
- ? (リンダ?) - 26/05/2004
- ? (どうにもとまらない〜ノンストップ?) - 13/01/2005
- ? (愛に生きて?) - 25/05/2005
- ? (真夜中のピエロ?) - 07/02/2007
- ? (15のBの指定席?) - 08/02/2008
- ? (踊りましょッ!?) - 08/04/2009
- ? (恋は花火か 地の雪か?) - 04/04/2012

### Albums
(originaux et compilations)
- Playback Series Yamamoto Linda (プレイバック・シリーズ 山本リンダ?) - 1987
- ? (歌って踊れる山本リンダ?) - 1991
- HOUSE LINDA - 1991
- SEE YA! - 1991
- LINDA - 1991
- CHAOS - 1991
- YAMAMOTO LINDA CLUB MIX - 1991
- ? (リンダがいっぱい?) - 1991
- Venus (ヴィーナス?) - 1992
- ? (山本リンダの魅力?) - 1994
- LINDA YAMAMOTO - 2000
- Yamamoto Linda Best (山本リンダ・ベスト?) - 2001
- ? (ミノルフォンイヤーズ?) - 2003
- ? (フィーバーリンダ?) - 2004
- ? (CRリンダのどうにもとまらない?) - 2004
- Golden Best (ゴールデンベスト?) - 2005
- ? (リンダ伝説?) - 2005
- ? (りばいばる歌謡曲編・山本リンダ?) - 2006
- Yamamoto Linda Singles complete (山本リンダ SINGLES コンプリート?) - 2007
- ? (燃えつきそう?) - 2009
- ? (どうにもとまらない?) - 2009
- ? (ゴールデン・アルバム Linda MEMORY TOP 〜ウブウブ〜?) - 15/07/2009
- ? (山本リンダ 都倉俊一を歌う?) - 15/07/2009
- The Premium Best Yamamoto Linda (ザ・プレミアムベスト 山本リンダ?) - 2012
- Voca-Linda ~Ai Special Song~ (Voca-linda 〜愛SpecialSongs〜?) - 11/09/2013

## Filmographie
Cinéma
- Hana to Kajitsu (花と果実?) - 1967 (caméo)
- Jack to Mame no Ki (ジャックと豆の木?) - 1974 (doublage d'anime)

Télévision
- ? (げんこつと聴診器?) - 1967
- ? (てなもんや三度笠?) - 1967
- ? (コント55号の裏番組をぶっとばせ!?)
- Kamen Rider (仮面ライダ?) - 1971 (Mari, épisodes 14 à 39)
- ? (8時だョ!全員集合?)
- ? (たぬき先生奮戦記?) - 1975
- ? (大江戸捜査網?)
- ? (江戸川乱歩の黄金仮面　妖精の美女?) - 1978
- ? (ザ・スーパーガール?) - 1979
- ? (二人の妻をもつ男?) - 1982
- ? (夏に恋する女たち?) - 1983
- ? (白い誘惑?) - 1984
- ? (オレたちひょうきん族?)
- ? (いちご白書?) - 1993